# Trentino Volley
 (2 février 2022).
Maillots
Le Trentino Volley (connu également sous les noms des différents sponsors principaux au cours de son existence) est un club de volley-ball basé à Trente qui a été fondé en 2000, après avoir acheté le titre sportif de Ravenne, et évolue au plus haut niveau national (Serie A1).

## Historique
- 2000 : le club prend le nom de Trentino.

## Résultats sportifs

### Palmarès
| Compétitions nationales | Compétitions internationales |
| - Championnat d'Italie (4) - Vainqueur : 2008, 2011, 2013, 2015 - Finaliste : 2009, 2010, 2012, 2017 - Coupe d'Italie (3) - Vainqueur : 2010, 2012, 2013 - Finaliste : 2011 - Supercoupe d'Italie (3) - Vainqueur : 2011, 2013, 2021 - Finaliste : 2009, 2010, 2012 | - Ligue des champions (4) - Vainqueur : 2009, 2010, 2011,2024 - Finaliste : 2016, 2021 - Coupe de la CEV (1) - Vainqueur : 2019 - Finaliste : 2015, 2017 - Championnat du monde des clubs (5) - Vainqueur : 2009, 2010, 2011, 2012, 2018 |

### Saison par saison
| Saison    | Championnat | Championnat | Championnat | Championnat | Championnat | Championnat | Championnat | Championnat | Coupe d'Italie | Supercoupe d'Italie | Coupe d'Europe | Coupe d'Europe | Autres | Autres         |
| Saison    | Division    | Niveau      | Phase I     | Pts         | M           | V           | D           | Play-offs   | Coupe d'Italie | Supercoupe d'Italie | Coupe          | Tour           | Coupe  | Tour           |
| --------- | ----------- | ----------- | ----------- | ----------- | ----------- | ----------- | ----------- | ----------- | -------------- | ------------------- | -------------- | -------------- | ------ | -------------- |
| 2000-2001 | Serie A1    | I           | 10e/14      | 30          | 26          | 10          | 16          | -           | 1/4 de f.      | -                   | -              | -              | -      | -              |
| 2001-2002 | Serie A1    | I           | 9e/14       | 37          | 26          | 14          | 12          | -           | 1/2 f.         | -                   | -              | -              | -      | -              |
| 2002-2003 | Serie A1    | I           | 7e/14       | 40          | 26          | 13          | 13          | 1/4 de f.   | 1/4 de f.      | -                   | -              | -              | -      | -              |
| 2003-2004 | Serie A1    | I           | 1er/14      | 60          | 26          | 21          | 5           | 1/4 de f.   | 1/4 de f.      | -                   | -              | -              | -      | -              |
| 2004-2005 | Serie A1    | I           | 8e/14       | 39          | 26          | 12          | 14          | 1/4 de f.   | 1/4 de f.      | -                   | C2             | Groupes        | -      | -              |
| 2005-2006 | Serie A1    | I           | 6e/14       | 42          | 26          | 14          | 12          | 1/2 f.      | 1/2 f.         | -                   | -              | -              | -      | -              |
| 2006-2007 | Serie A1    | I           | 8e/14       | 41          | 26          | 12          | 14          | 1/4 de f.   | 1/4 de f.      | -                   | -              | -              | -      | -              |
| 2007-2008 | Serie A1    | I           | 1er/14      | 59          | 26          | 21          | 5           | Vainqueur   | 1/4 de f.      | -                   | -              | -              | -      | -              |
| 2008-2009 | Serie A1    | I           | 2e/14       | 56          | 26          | 18          | 8           | Finaliste   | 1/4 de f.      | Finaliste           | C1             | Vainqueur      | -      | -              |
| 2009-2010 | Serie A1    | I           | 1er/15      | 28          | 28          | 23          | 5           | Finaliste   | Vainqueur      | -                   | C1             | Vainqueur      | CdM    | Vainqueur      |
| 2010-2011 | Serie A1    | I           | 1er/14      | 72          | 26          | 25          | 1           | Vainqueur   | Finaliste      | Finaliste           | C1             | Vainqueur      | CdM    | Vainqueur      |
| 2011-2012 | Serie A1    | I           | 1er/14      | 70          | 26          | 24          | 2           | Finaliste   | Vainqueur      | Vainqueur           | C1             | 1/2 f.         | CdM    | Vainqueur      |
| 2012-2013 | Serie A1    | I           | 1er/12      | 54          | 22          | 19          | 3           | Vainqueur   | Vainqueur      | Finaliste           | C1             | Playoffs à 12  | CdM    | Vainqueur      |
| 2013-2014 | Serie A1    | I           | 4e/12       | 39          | 22          | 14          | 8           | 1/4 de f.   | 1/2 f.         | Vainqueur           | C1             | Playoffs à 6   | CdM    | 1/2 f. Groupes |
| 2014-2015 | Serie A1    | I           | 1er/13      | 62          | 24          | 21          | 3           | Vainqueur   | Finaliste      | -                   | C2             | Finaliste      | -      | -              |
| 2015-2016 | Serie A1    | I           | 3e/12       | 47          | 22          | 17          | 5           | 1/2 f.      | Finaliste      | Finaliste           | C1             | Finaliste      | -      | -              |
| 2016-2017 | Serie A1    | I           | 2e/14       | 62          | 26          | 21          | 5           | Finaliste   | Finaliste      | -                   | C2             | Finaliste      | CdM    | 1/2 f.         |
| 2017-2018 | Serie A1    | I           | 4e/14       | 51          | 26          | 18          | 8           | -           | 1/2 f.         | -                   | -              | -              | -      | -              |

## Joueurs et personnalités du club

### Entraîneurs
Le tableau suivant présente la liste des entraîneurs du club depuis 2000.
| Rang | Nom            | Période        |
| ---- | -------------- | -------------- |
| 1    | Bruno Bagnoli  | 2000-2003      |
| 2    | Silvano Prandi | 2003-mars 2005 |

| Rang | Nom              | Période        |
| ---- | ---------------- | -------------- |
| 3    | Andrea Burattini | mars 2005-2005 |
| 4    | Radamés Lattari  | 2005-2007      |

| Rang | Nom               | Période   |
| ---- | ----------------- | --------- |
| 5    | Radostin Stoychev | 2007-2013 |
| 6    | Roberto Serniotti | 2013-2014 |

| Rang | Nom               | Période   |
| ---- | ----------------- | --------- |
| 7    | Radostin Stoychev | 2014-2016 |
| 8    | Angelo Lorenzetti | 2016-     |

### Capitaines
Le tableau suivant présente la liste des capitaines du club depuis 2000.
| Rang | Nom                | Période   |
| ---- | ------------------ | --------- |
| 1    | Francesco Lavorato | 2000-2001 |
| 2    | Paolo Tofoli       | 2001-2003 |
| 3    | Lorenzo Bernardi   | 2003-2004 |

| Rang | Nom               | Période   |
| ---- | ----------------- | --------- |
| 4    | Andrea Sartoretti | 2004-2005 |
| 5    | Marco Meoni       | 2005-2007 |
| 6    | Nikola Grbić      | 2007-2009 |

| Rang | Nom                | Période   |
| ---- | ------------------ | --------- |
| 7    | Matej Kaziyski     | 2009-2013 |
| 8    | Emanuele Birarelli | 2013-2015 |
| 9    | Filippo Lanza      | 2015-     |

## Joueurs emblématiques
- Vladimir Nikolov (pointu, 2,00 m)
- Enrique De La Fuente (réceptionneur-attaquant, 1,94 m)
- Dömötör Meszaros (réceptionneur-attaquant, 1,99 m)
- Goran Vujević (réceptionneur-attaquant, 1,92 m)
- Igor Choulepov (réceptionneur-attaquant, 2,03 m)
- Alexei Kazakov (central, 2,17 m)
- Konstantin Ushakov (passeur, 1,98 m)
- Gabriel Chocholak (pointu, 2,03 m)
- Slobodan Boškan (réceptionneur-attaquant, 1,99 m)
- Đula Mešter (central, 2,03 m)